# Anna Thomson
Pour les articles homonymes, voir Thomson.
Anna Thomson, de son vrai nom Anna Kluger Levine, est une actrice américaine, née le 18 septembre 1953 à New York.

## Biographie
La carrière d'Anna Thomson est majoritairement composée de seconds rôles dans bon nombre de grosses productions telles La Porte du Paradis (1980), Le Pape de Greenwich Village (1984), Maria's Lovers (1984), Recherche Susan désespérément (1985), Comme un chien enragé (1986), Dangereuse sous tous rapports (1987), Liaison fatale (1987), Wall Street (1987), Bird (1988), Tante Julia et le scribouillard (1990), True Romance (1993), The Crow, d'Alex Proyas (1994), Bébé part en vadrouille (1994), Bad Boys (1995) et Angus (1996).
Toutefois, elle est remarquée en 1992 pour son rôle de prostituée balafrée dans Impitoyable de Clint Eastwood puis se révèle auprès du public pour son interprétation désespérée de femme à la dérive dans Sue perdue dans Manhattan, film réalisé en 1997 par Amos Kollek, avec qui elle tourne plus tard Fiona, Fast Food, Fast Women et Bridget.
En 2000, elle tient l'un des rôles principaux de Gouttes d'eau sur pierres brûlantes, du réalisateur français François Ozon.

## Filmographie

### Cinéma
- 1980 : La Porte du Paradis (Heaven's Gate) de Michael Cimino
- 1984 : Le Pape de Greenwich Village (The Pope of Greenwich Village) de Stuart Rosenberg
- 1984 : Maria's Lovers d'Andrei Konchalovsky
- 1985 : Recherche Susan désespérément (Desperately Seeking Susan) de Susan Seidelman
- 1985 : Murphy's Romance de Martin Ritt
- 1986 : Comme un chien enragé (At Close Range) de James Foley
- 1986 : Dangereuse sous tous rapports (Something Wild) de Jonathan Demme
- 1987 : Liaison fatale (Fatal Attraction) d'Adrian Lyne
- 1987 : Wall Street d'Oliver Stone
- 1987 : Leonard Part 6 de Paul Weiland
- 1988 : Bird de Clint Eastwood
- 1988 : Conversations nocturnes (Talk Radio) d'Oliver Stone
- 1989 : White Hot de Robby Benson
- 1989 : Warlock de Steve Miner
- 1990 : Tante Julia et le scribouillard (Tune in Tomorrow...) de Jon Amiel
- 1992 : CrissCross de Chris Menges
- 1992 : Impitoyable (Unforgiven) de Clint Eastwood
- 1993 : True Romance de Tony Scott
- 1994 : Hand Gun de Whitney Ransick
- 1994 : The Crow d'Alex Proyas
- 1994 : Bébé part en vadrouille (Baby's Day Out) de Patrick Read Johnson
- 1995 : Cafe Society de Raymond De Felitta
- 1995 : Angela de Rebecca Miller
- 1995 : Bad Boys de Michael Bay
- 1995 : Drunks de Peter Cohn
- 1995 : Angus de Patrick Read Johnson
- 1995 : Other Voices, Other Rooms de David Rocksavage
- 1996 : Dead Girl d'Adam Coleman Howard
- 1996]: Jaded de Caryn Krooth
- 1996 : I Shot Andy Warhol de Mary Harron
- 1997 : Sue perdue dans Manhattan (Sue) d'Amos Kollek : Sue
- 1997 : Six Ways to Sunday d'Adam Bernstein
- 1997 : Trouble on the Corner d'Alan Madison
- 1998 : Fiona d'Amos Kollek : Fiona
- 1998: Stringer de Klaus Biedermann
- 2000 : Dans les griffes de la mode (The Intern) de Michael Lange
- 2000 : Gouttes d'eau sur pierres brûlantes de François Ozon
- 2000 : Fast Food, Fast Women d'Amos Kollek
- 2002 : Bridget d'Amos Kollek : Bridget
- 2009 : American Widow de C.S. Leigh

### Télévision
- 1979 : Uncommon Women... and Others (téléfilm) de Merrily Mossman et Steven Robman
- 1980 : Sursis pour l'orchestre (Playing for Time) (téléfilm) de Daniel Mann
- 1982 : Life of the Party: The Story of Beatrice (téléfilm) de Lamont Johnson
- 1986-1987 : The Colbys, d'Eileen Pollock, Robert Pollock]et Esther Shapiro (série télévisée), 8 épisodes The Matchmaker, Something Old, Something New, The Gala, Deceptions, Bid for Freedom, Sanctuary, Return Engagement
- 1987 : Alive from Off Center, de Jonathan Demme et Howard Silver (série télévisée), épisode As Seen on TV de Charles Atlas
- 1989 : Tattingers de Gwen Arner et Art Wolff (série télévisée)
- 1991 : A Woman Named Jackie (série télévisée) de Larry Peerce
- 1991 : Dead in the Water (téléfilm) de Bill Condon
- 1992 : Les Ailes du destin (I'll Fly Away) de Joshua Brand et John Falsey (série télévisée), épisode Eighteen
- 1994 : Hardcore TV d'Alan Cohn (série télévisée)
- 1994 : Le Corps du délit (Blood Run) (téléfilm ) de Boaz Davidson
- 1994 : Great Performances, de Steve Ruggi (série télévisée), épisode The Mother de Simon Curtis